# Garoumnes
Les Garoumnes (Garumni ou Garunni en latin) étaient une tribu aquitaine (proto-basque) de l'Aquitaine antique, mentionnée par Jules César, de localisation inconnue. 

## Localisation
On la suppose dans le Val d'Aran et selon Raymond Lizop dans la haute-vallée de la Garonne, avec comme centre Salardunum (Salardú (es) dans la province catalane de Lérida). Certains les imaginent à Gironde-sur-Dropt (33, que l'on considère plus généralement peuplé des Vasates.

## Histoire
Jules César les mentionne dans le livre III de ses Commentarii de Bello Gallico lorsqu'il relate l'expédition de son légat Publius Licinius Crassus en Aquitaine. Il les cite parmi les peuples qui se soumettent d'eux-mêmes, en envoyant des otages, après les victoires remportées par Crassus sur les Sotiates, les Vocates et les Tarusates.